# Japanische Männer-Feldhandballnationalmannschaft
Die japanische Männer-Feldhandballnationalmannschaft vertrat Japan bei Länderspielen.

## Geschichte
1942 spielte Japan gegen Matrosen und Offiziere der deutschen Kriegsmarine, welche Japan besuchten. Ein Jahr darauf spielten sie gegen eine Auswahl von Deutschen, welche in Japan wohnten.
1956 wurden zwei Freundschaftsspiele in Osaka und Tokio gegen die Deutschen ausgetragen.
Nach der Hallenweltmeisterschaft 1961, welche in der Bundesrepublik Deutschland stattfand, reisten sie auf dem Heimweg nach Tel Aviv. Dort spielten sie ihr letztes Länderspiel gegen Israel.
Die japanischen Frauen spielten nie ein Feldhandballländerspiel.
Sie nahmen weder an den Olympischen Sommerspielen 1936 (einzige Ausgabe von Feldhandball) noch an einer Ausgabe der Feldhandball-Weltmeisterschaften teil.

## Liste der Länderspiele

### Legende
Dieser Abschnitt dient als Legende für die nachfolgenden Tabellen.
- A = Auswärtsspiel
- H = Heimspiel
- rote Hintergrundfarbe = Niederlage der argentinischen Mannschaft
- grüne Hintergrundfarbe = Sieg der argentinischen Mannschaft
- gelbe Hintergrundfarbe = Unentschieden

### Spiele
| Nr. | Datum         | Ergebnis | Gegner                     |   | Austragungsort                   | Bemerkungen                             |
| --- | ------------- | -------- | -------------------------- | - | -------------------------------- | --------------------------------------- |
| 1   | 29. Nov. 1942 | 8:7      | Deutsche Kriegsmarine      | H | Tokio, Meiji Jingu Gaien Stadium | Erstes Heimspiel                        |
| 2   | 5. Dez. 1943  | 11:11    | Deutsche Auswahl von Japan | H | Tokio, Meiji Jingu Gaien Stadium | Einziges Unentschieden                  |
| 3   | 23. Sep. 1956 | 16:27    | BR Deutschland             | H | Osaka, Osaka Stadium             | Erste Niederlage                        |
| 4   | 30. Sep. 1956 | 12:28    | BR Deutschland             | H | Tokio, Kōrakuen Velodrome        | Letzte Niederlage und Letztes Heimspiel |
| 5   | 4. Apr. 1961  | 16:15    | Israel                     | A | Tel Aviv, Makkabia-Stadion       | Letztes Spiel                           |

### Statistik
| Land                       | Sp. | S | U | N | Tore  | Diff. |
| -------------------------- | --- | - | - | - | ----- | ----- |
| Deutsche Kriegsmarine      | 1   | 1 | 0 | 0 | 8:7   | +1    |
| Deutsche Auswahl von Japan | 1   | 0 | 1 | 0 | 11:11 | ±0    |
| BR Deutschland             | 2   | 0 | 0 | 2 | 28:55 | −27   |
| Israel                     | 1   | 1 | 0 | 0 | 16:15 | +1    |
| Gesamt                     | 5   | 2 | 1 | 2 | 63:88 | −25   |

| Trainer                                 | Von           | Bis           | Sp. | S | U | N | Tore  | Diff. |
| --------------------------------------- | ------------- | ------------- | --- | - | - | - | ----- | ----- |
| Kinji Ikegami                           | 29. Nov. 1942 | 29. Nov. 1942 | 1   | 1 | 0 | 0 | 8:7   | +1    |
| Shigeharun Torita und Kyoichiro Miyoshi | 5. Dez. 1943  | 5. Dez. 1943  | 1   | 0 | 1 | 0 | 11:11 | ±0    |
| Kiyomi Arakawa                          | 23. Sep. 1956 | 30. Sep. 1956 | 2   | 0 | 0 | 2 | 28:55 | −27   |
| Shigeo Matsumoto                        | 4. Apr. 1961  | 4. Apr. 1961  | 1   | 1 | 0 | 0 | 16:15 | +1    |
| Gesamt                                  | 29. Nov. 1942 | 4. Apr. 1961  | 5   | 2 | 1 | 2 | 63:88 | −25   |